# Gianluca Pozzi
Gianluca Pozzi (ur. 17 czerwca 1965 w Bari) – włoski tenisista, reprezentant w Pucharze Davisa, olimpijczyk z Sydney (2000).

## Kariera tenisowa
Jako zawodowy tenisista Pozzi występował w latach 1984–2004.
W grze pojedynczej awansował do 2 finałów turniejów rangi ATP World Tour, zwyciężając w 1991 roku w Brisbane.
W grze podwójnej Włoch wygrał 1 turniej ATP World Tour spośród 2 rozegranych finałów, w 1991 roku w Newport wspólnie z Brettem Stevenem.
W 1998 i 1999 roku Pozzi grał dla reprezentacji Włoch w Pucharze Davisa. W 1998 roku uczestniczył w meczu finałowym przeciwko Szwecji, jednak przegrał swój mecz z Magnusem Gustafssonem. Wynik ten nie miał wpływu na końcowe losy rywalizacji, ponieważ wcześniej Szwedzi zapewnili sobie tytuł prowadząc 3:0. Ostatecznie finał zakończył się rezultatem 4:1 dla Szwecji.
W 2000 roku Pozzi zagrał na igrzyskach olimpijskich w Sydney dochodząc do 2 rundy turnieju singlowego. Pokonał Jiříego Nováka, natomiast poniósł porażkę z Karimem al-Alamim.
W rankingu gry pojedynczej Pozzi najwyżej był na 40. miejscu (29 stycznia 2001), a w klasyfikacji gry podwójnej na 107. pozycji (16 września 1991).

### Finały w turniejach ATP World Tour
| Legenda                                      |
| -------------------------------------------- |
| Wielki Szlem                                 |
| Igrzyska olimpijskie                         |
| Tennis Masters Cup / ATP Finals              |
| ATP Masters Series / ATP Tour Masters 1000   |
| ATP International Series Gold / ATP Tour 500 |
| ATP International Series / ATP Tour 250      |

#### Gra pojedyncza (1–1)
| Końcowy wynik | Nr | Data                 | Turniej  | Nawierzchnia    | Przeciwnik       | Wynik finału       |
| ------------- | -- | -------------------- | -------- | --------------- | ---------------- | ------------------ |
| Zwycięzca     | 1. | 29 września 1991     | Brisbane | Twarda          | Aaron Krickstein | 6:3, 7:6(4)        |
| Finalista     | 1. | 25 października 1992 | Wiedeń   | Dywanowa (hala) | Petr Korda       | 3:6, 2:6, 7:5, 1:6 |

#### Gra podwójna (1–1)
| Końcowy wynik | Nr | Data             | Turniej     | Nawierzchnia | Partner       | Przeciwnicy                        | Wynik finału |
| ------------- | -- | ---------------- | ----------- | ------------ | ------------- | ---------------------------------- | ------------ |
| Zwycięzca     | 1. | 14 lipca 1991    | Newport     | Trawiasta    | Brett Steven  | Javier Frana Bruce Steel           | 6:4, 6:4     |
| Finalista     | 1. | 30 sierpnia 1992 | Long Island | Twarda       | Olli Rahnasto | Francisco Montana Greg Van Emburgh | 4:6, 2:6     |